# Проспект Конституции
Проспе́кт Конститу́ции — одна из основных транспортных магистралей города Кургана, Россия.

## Расположение
Проспект проходит от западной границы города на восток, к центру, переходя в улицу Коли Мяготина. Является основной транспортной артерией крупного спального района — Энергетики и магистральным проездом по городу для междугородного транспорта.
Представляет собой автомагистраль с разделительной полосой в виде широкого газона.

## История
29 марта 1972 года Полтавская улица и Куртамышский тракт объединены и переименованы в проспект Энергетиков. 11 октября 1977 года проспект назван в честь Конституции СССР. В настоящее время — проспект Конституции.
12 января 1983 года произошло обрушение здания общежития в Кургане по адресу проспект Конституции СССР, 32

## Транспорт
По проспекту осуществляют пассажирские перевозки автобусы, до 29 апреля 2015 года были и троллейбусы.

### Остановки общественного транспорта
| Название                                       | Номера маршрутов автобуса                                            |
| ---------------------------------------------- | -------------------------------------------------------------------- |
| Гаражи                                         | 18, 70, 99, 366, 503                                                 |
| ОАО «Синтез»                                   | 18, 70, 99, 257, 366, 503                                            |
| Пос. Синтез                                    | 18, 50, 70, 74, 91, 99, 360, 366, 503                                |
| Магазин «Керама»                               | 18, 50, 70, 74, 91, 99, 360, 366, 503                                |
| ООО «Металлоконструкция»                       | 18, 50, 70, 74, 91, 99, 360, 366, 503                                |
| Ул. Белинского                                 | 18, 50, 70, 74, 91, 99, 360, 366, 503                                |
| Варгашинский пер.                              | 18, 50, 70, 74, 76, 91, 92, 99, 321, 339, 360, 366, 503              |
| ТЭЦ                                            | 18, 50, 70, 74, 76, 91, 92, 99, 321, 339, 360, 366, 503              |
| Царёво Городище / Больница им. Красного Креста | 18, 24, 50, 64, 70, 74, 76, 91, 92, 99, 257, 321, 339, 360, 366, 503 |
| Гостиница «Курган»                             | 18, 24, 50, 64, 70, 74, 76, 91, 92, 99, 321, 339, 360, 366, 503      |
| Курганский государственный колледж             | 18, 24, 50, 64, 70, 74, 76, 91, 92, 99, 321, 339, 360, 366, 503      |

### Железнодорожный транспорт
- Станция Курганка

## Общественно-значимые и примечательные здания
- № 7 — ОАО "АКО «Синтез»
- № 21 — Специализированное управление ФПС № 71 МЧС России
- № 25а к2 — Гостинично-банный комплекс «Три богатыря»
- № 29а — ООО «Курганская ТЭЦ», дымовая труба высотой 267 м входит в список самых высоких труб
- № 31а — Гостиница «Мой Уютный Дом»; ООО «Бани народов мира»
- № 31а/1 — Мебельный центр «Потютьков»
- № 32а — Культурно-исторический комплекс «Царёво городице», открыт 23 августа 2013 года, автор В. М. Хорошаев
- № 38 — Областная детская больница им. Красного Креста
- № 44 — Центр помощи детям № 1
- № 52 — Гостиница «Курган» Amaks Hotels & Resorts
- № 53 — Средняя общеобразовательная школа № 41
- № 54 — Санаторий-профилакторий ОАО "АКО «Синтез»
- № 54а — ДЮСШ № 3, ДЮСШ № 4
- № 55 — Главный центр специальной связи
- № 56 — Средняя общеобразовательная школа № 40
- № 60 — Культурный центр «Курган»
- № 63а — Библиотека им. И. С. Тургенева
- № 64 — Курганский областной колледж культуры
- № 68 к1 — Курганский технологический колледж им. Героя Советского Союза Н. Я. Анфиногенова
- № 70 — УМВД России по г. Кургану, Отдел экономической безопасности и противодействия коррупции УМВД России по г. Кургану
- № 75 — Курганский государственный колледж
- № 79 — Дом творчества детей и молодёжи «Гармония»